# 兩畿山東河南提督
兩畿山東河南提督，為明朝嘉靖元年設立的一個臨時總督職位。由俞諫擔任此職位。

## 概述
為鎮壓山東青州礦工王堂率領的起義而設立。
- 嘉靖元年設置，轄區包括南直隸、北直隸、山東、河南等地。
- 嘉靖元年秋，因平定結束而罷免此職[1]。